# IC 157
IC 157 је ознака објекта на координатама са ректансцензијом 1h 45m 42,3s и деклинацијом + 12° 52" 24'. Открио га је Луис Свифт, 25. септембра 1890. Каснијим посматрањима на том положају није уочен никакав астрономски објекат.